# Lotononis pallidirosea
Lotononis pallidirosea är en ärtväxtart som beskrevs av Moritz Kurt Dinter och Hermann August Theodor Harms. Lotononis pallidirosea ingår i släktet Lotononis och familjen ärtväxter. Inga underarter finns listade i Catalogue of Life.